# Elymus solandri
Elymus solandri là một loài thực vật có hoa trong họ Hòa thảo. Loài này được (Steud.) Connor mô tả khoa học đầu tiên năm 1994.